# Stallbacka kanal

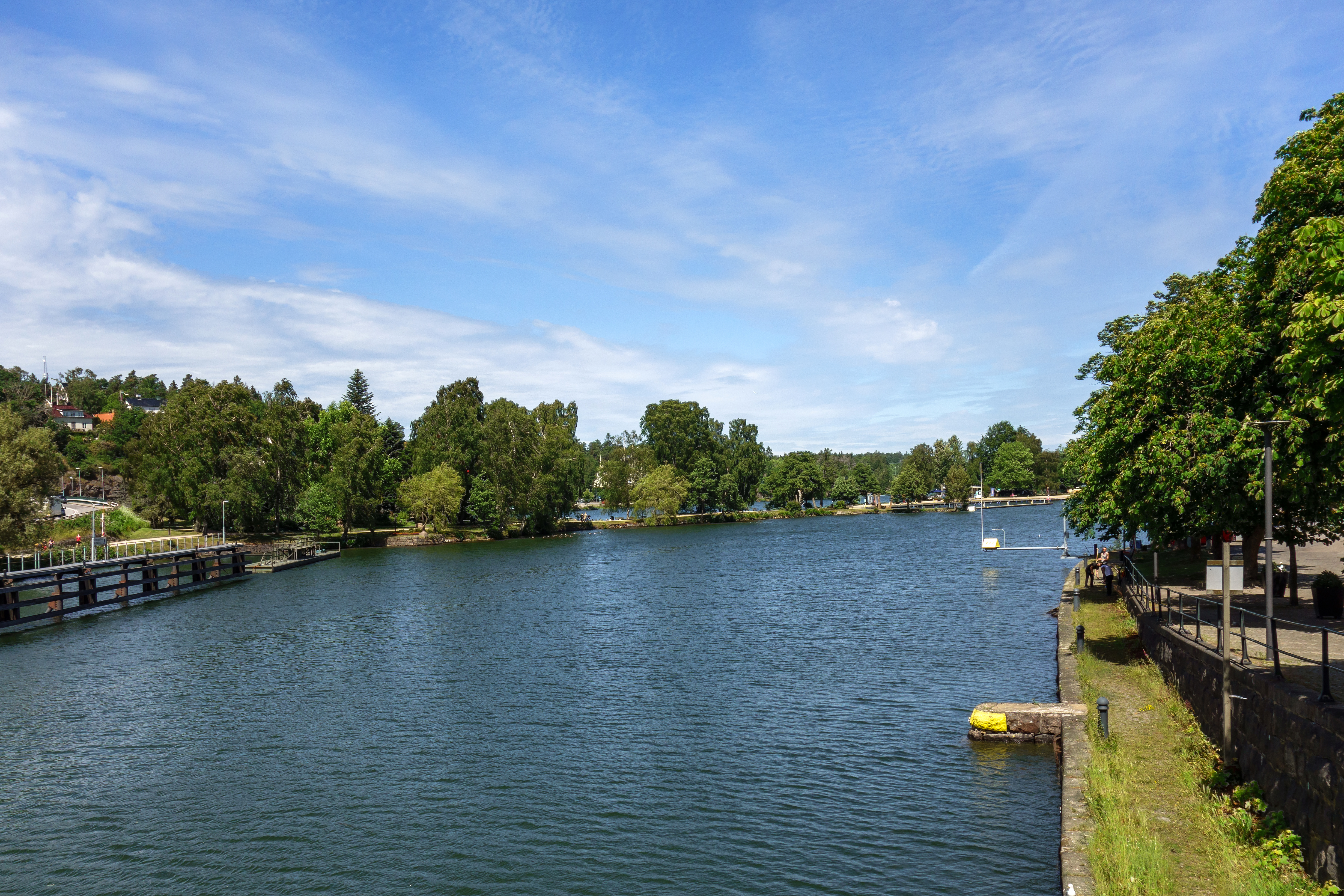
Södra änden av Stallbacka kanal

Stallbacka kanal eller Stallbackaströmmen är en parallell del av Trollhätte kanal som går på östra sidan av Stallbackaön i Trollhättans skärgård, dvs. en grupp öar i Göta älv mellan Stallbackabron och fallen I trollhättan. Där finns det möjlighet att lossa och lasta material till industriområdet Stallbacka. Farleden gick tidigare via Stallbacka kanal, men lades om till väster om Stallbackaön efter att fartygen till intustriområdet började bli större och det blev för trångt i kanalen.
På västra sidan Stallbackaön går Trollhätte kanal där fartyg går vidare mot Karls grav och senare Vänern. Området är i den norra delen av Trollhättan och syns tydligt i sydlig riktning vid överfart på Stallbackabron.